# Aleksej Andrejevič Arakčejev
Grof Aleksej Andrejevič Arakčejev (rusko граф Алексей Андреевич Аракчеев), ruski general in državnik, * 4. oktober (23. september, ruski koledar) 1769, očetovo posestvo v Novgorodski guberniji, Ruski imperij, † 3. maj (21. april) 1834, vas Gruzino, Novgorodska gubernija.

## Življenje
Arakčejev je bil eden izmed najbolj vplivnih svetovalcev ruskega carja Aleksandra I. in bil tudi njegov namestnik, ko je le-ta bil v tujini. Leta 1799 so ga povzdignili v grofa.
Med 1808 in 1810 je bil minister za vojsko.
Bil je zagovornik policijskega despotizma in militarizma.